# Miglioramento
Miglioramento è il terzo singolo estratto da Wow, quinto album studio del gruppo bergamasco Verdena.
Inizialmente il pezzo si chiamava MGMT in onore del gruppo musicale statunitense, apprezzato dai Verdena (soprattutto dalla bassista Roberta Sammarelli) e con cui hanno suonato dal vivo come gruppo di supporto.
La parte ritmica, sebbene sia stata registrata da Roberta Sammarelli al basso e da Luca Ferrari alla batteria, è stata scritta da Alberto Ferrari.

## Videoclip
Il 4 novembre 2011 ad anticipare l'uscita del videoclip, il gruppo pubblica su Facebook le foto del backstage in cui sono abbigliati da marionette.
Il videoclip viene pubblicato in esclusiva su Wired.it il 9 novembre 2011. La regia è affidata a Fabio Capalbo che ha girato durante i primi giorni di ottobre.

### Descrizione
A fare da sfondo al brano ci sono delle surreali scene del film messicano Santa Claus del 1959 rimontate adattandole al brano e aggiungendo i sottotitoli in italiano dei dialoghi. È stato possibile elaborare scene della pellicola perché, essendo molto vecchia, è uscita dai diritti d'autore della SIAE. I tre membri del gruppo fanno da comparsa impersonando delle marionette.

## Formazione[10]
- Alberto Ferrari - voci, piano, tastiere, chitarra
- Luca Ferrari - batteria, percussioni, xilofono, piatto
- Roberta Sammarelli - basso, cori